# Ружа (музичка група)
Ружа (더 로즈, стилизовано The Rose) је јужнокорејски бенд раније под Компанијом J&Star. Бенд се састоји од четири члана: Ким Ву-сунг (вокали, гитара), Парк До-џун (клавијатура), Ли Ха-џун (бубњеви) и Ли Џе-хјонг (бас). Пре свог дебија са J&Star, бенд је дуго био популарна инди група пре него што је званично издала мејнстрим са песмом Sorry 3. августа 2017. године.

## Каријера

### 2015-2016: Дани раног формирања и бускинга (уличног перформанса)
До-џун и Џе-хјонг су се упознали док су обојица наступали на улици Хонгде. Често заузет као приправник DSP Mediа-е, До-џун је ретко имао времена да се састане са Џе-хјонгом, а касније је признао у једном радио интервјуу да није био тип који није послушао своју компанију за управљање. Џе-хјонг је заједно са До-џуном почео са бускингом касније те године након што су се њих двојица срели у истом студију док су вежбали, а онда је дуо кренуо у потрагу за трећим чланом. 
До краја 2015. године, Џе-хјонг је регрутовао До-џуна, који је напустио своју компанију и вратио се бускингу. Трио је основао свој бенд Виндфал и почео је да пише своју музику, постављајући музичке обраде на Јутјуб и наступајући на улицама. Када је бенд одлучио да потражи свог четвртог и последњег члана, До-џун је радио на регрутовању Ву-сунга, којег је упознао преко заједничког пријатеља. 
Године 2016. бенд је ушао у компанију J&Star. 

### 2017-2018: Мејнстрим деби,Paint it Roseтурнеја,VoidиDawn
- 3. августа 2017. године, бенд је дебитовао са мејнстрим синглом Sorry ког је написао До-џун и под новим именом, The Rose. Касније тог месеца, Ролинг стоун Индија похвалио је сингл као "фантастичан увод у софт рок вибрацију бенда" и описао је "Ву-сунгову огромну контолу над његовим храпавим гласом... посебно импресивном".[4] Група се потом поново вратила 31. октобра са својим другим синглом, Like We Used To. [5]
- 14. децембра, Билборд је песму Sorry бенда The Rose прогласио за једну од најбољих корејских поп песама 2017. године.[6] До тог времена, музички видео је прикупио преко 3 милиона прегледа на Јутјубу, што је запањујући број за аматерску групу. Касније тог месеца, бенд је најавио своју прву европску турнеју под називом Paint It Rose, наступали су у Бриселу, Москви, Истанбулу, Лондону и Будимпешти током фебруара 2018.[7] Ву-сунг је касније током радио интервјуа за Arirang K-Show објавио да је турнеја распродата.[8]
- 24. децембра, бенд је био домаћин свог првог солистичког концерта The Black Rose Day у дворани Мпот у Сеулу.[9] Група је извела своја два постојећа сингла, обраде енглеских песама и необјављене песме из активних дана групе под називом Photographer и Beautiful Girl.
- 5. јануара 2018. године, The Rose су наступили на концерту поводом 23. годишњице Ролинг дворане, заједно са другим познатим инди уметницима као што су Cheeze, O.WHEN и Fromm. Бенд је представио три нове необјављене песме, под називом Baby, OMG, и ILY.
- Билборд је 12. јануара 2018. уврстио бенд међу 5 најбољих корејских извођача који се могу гледати у 2018.[10] У чланку је писало да је „ретко да бендови наклоњени року оставе велики К-поп утисак након дебија, али је сјајно емотивна песма Sorry групе The Rose успела да то уради, заузевши место на Билбордовој листи песама критичара на крају године и потврђујући себе као многострани, нови таленат на сцени."
- 24. јануара, Soompi је најавио The Rose као једног од номинованих за Rookie of the Year за 13th Annual Soompi Awards.
- 17. марта, бенд је предводио концерт завршне церемоније 29. Корејско-америчке студентске конференције, чији је домаћин био Универзитет Northwestern у Чикагу. [11]
- 16. априла је The Rose објавио свој први мини албум под називом Void.[12] Током своје америчке турнеје, група је седела са Билбордом да разговарају о свом најновијем издању: "кроз пет песама, намера The Rose је била да истакне мрачније елементе људских емоција кроз динамичан поп-рок".[13]
- 14. августа, The Rose је представљена на оригиналној звучној подлози Tofu Personified (두부의 의인화). With You (너와) је написао, компоновао и аранжирао Џе-хјонг, а вокал је изводио Ву-сунг.[14][15]
- 4. октобра објавили су свој други мини албум под називом Dawn.[16]

### 2019-данас:Red, We Rose You Live турнеја, тужба и служење војног рока
Од 17. до 19. маја 2019. године, The Rose је први пут наступио на KCON музички фестивал у Јапану на Makuhari Messe у Чиби. 13. августа, бенд је објавио свој трећи сингл албум Red. Након тога су, 17. августа, кренули на другу светску турнеју, We Rose You Live. 31. августа, бенд је објавио песму Strangers (타인은 지옥이다) за звучну траку корејске серије Hell Is Other People. 2019. године, бенд је учествовао у шоу талената за преживљавање под називом Superband.
15. јануара 2020. године, објављено је да ће The Rose наступити на отварању Холсине Manic World турнеје у Сеулу 9. маја. Међутим, турнеја је померена за лето 2021. због пандемије Ковид-19.
28. фебруара, The Rose је наводно поднео тужбу против компаније J&Star за раскид њиховог ексклузивног уговора. У својој тужби, бенд је навео да агенција није обезбедила никакву уплату од њиховог дебија и да је захтевала ригорозан промотивни распоред. The Rose је навео обећање J&Star-а да ће им достављати месечне извештаје о приходима који се никада нису материјализовали, као и једнострану одлуку компаније да планира америчку турнеју у 17 градова у трајању од 32 дана, која би захтевала концерт сваки други дан. Компанија J&Star негирала је оптужбе и планира да "предузме све неопходне законске мере".
Компанија J&Star је 4. марта објавила секундарну изјаву која је оповргла тврдње и оптужбе The Rose против компаније, рекавши да је група била варљива и нарушила интегритет и достојанство. Компанија је истакла њихову намеру да предузму правне радње за кршење уговора, клевету и још много тога.

До-џун се 6. јула пријавио на обавезну војну службу. 3. августа, када је обележена трећа годишњица бенда од дебија, активни чланови Ву-сунг, Ха-џун и Џе-хјонг открили су да су креирали нове налоге на друштвеним мрежама за бенд и објавили следећу изјаву на корејском и енглеском: 
Здраво, наше дивне Црне руже
Већ нам је трећа година како заједно ходамо овим прелепим путем до било које дестинације. Сваки дан је био такав благослов за нас откад смо се упознали. Хвала вам што сте увек били уз нас кроз све успоне и падове. Са сваким путовањем постоји обилазница или период одмора. Мислимо да је са члановима који иду у војску сада право време да само седнемо где год да смо и уживамо у погледу који нисмо могли да видимо док смо ишли напред. Постоје ствари које можемо научити и искусити само када застанемо и одвојимо време да их ценимо. Заиста се надамо да можемо изаћи из овога и рећи вам све о нашим искуствима. До тада смо припремили мали поклон за наше црне руже, за који се надамо да ћемо ускоро открити.
Недостајете, видимо се ускоро.

— The Rose
24. августа објавили су сингл Black Rose, назван по њиховим фановима и посвећен њима.
Чланови Ха-џун и Џе-хјонг су се пријавили за војну службу 12. октобра 2020. и 9. новембра 2020. године.
Након објављивања свог соло сингла Lazy, Ву-сунг је у интервјуу за South China Morning Post у јуну 2021. открио да је The Rose нагодио своју тужбу са J&Star-ом и да је уговор поништен, рекавши: "Све је сређено... Нисмо више ни са ким под уговором. [Остали] чланови су у војсци и чекамо их да изађу. То је све што могу да кажем.” Такође је навео да бенд планира да остане заједно.

### Чланови
- Ву-сунг (우성) – вођа, главни вокал, електрична гитара[32]
- До-џун (도준) – главни вокал, клавијатуре, акустична гитара[33]
- Ха-џун (하준) – бубњеви, пратећи вокал[34]
- Џе-хјонг (재형) – бас, пратећи вокал[35]

## Дискографија

### Сингл албуми
| Назив           | Детаљи | Вршне позиције на графикону | Продаја      |
| Назив           | Детаљи | KOR                         | Продаја      |
| --------------- | --- | --------------------------- | ------------ |
| Sorry           | - Обајвљено: 3. августа 2017. - Издавачка кућа: J&Star Company - Формати: CD, дигитално преузимање Листа песама 1. Sorry                                | —                           |              |
| Like We Used To | - Објављено: 2. новембра 2017. - Издавачка кућа: J&Star Company - Формати: CD, дигитално преузимање Листа песама 1. Like We Used To (좋았는데) 2. Sorry | —                           |              |
| Red             | - Објављено: 13. августа 2019. - Издавачка кућа: J&Star Company - Формати: CD, дигитално преузимање Листа песама 1. California 2. Red 3. Red (Inst.)    | 8                           | - KOR: 9,192 |

### Албуми
| Назив | Детаљи | Вршне позиције на графикону | Вршне позиције на графикону | Продаја       |
| Назив | Детаљи | KOR                         | US World                    | Продаја       |
| ----- | --- | --------------------------- | --------------------------- | ------------- |
| Void  | - Објављено: 16. априла 2018. - Издавачка кућа: J&Star Company - Формати: CD, дигитално преузимање Листа песама 1. Candy (So Good) 2. Baby 3. I.L.Y. 4. Sorry 5. Like We Used To (좋았는데) 6. Baby (Inst.) 7. Sorry (Inst.) 8. I.L.Y. (Inst.) | 25                          | 8                           | - KOR: 6,371+ |
| Dawn  | - Објављено: 4. октобра 2018. - Издавачка кућа: J&Star Company - Формати: CD, дигитално преузимање Листа песама 1. I Don't Know You 2. She's in the Rain 3. Take Me Down 4. Insomnia (불면증) 5. She's in the Rain (Inst.)                     | 8                           | 5                           | - KOR: 5,515+ |

### Синглови
| Назив                         | Година             | Вршне позиције на графикону | Вршне позиције на графикону | Албум                           |                    |
| Назив                         | Година             | KOR                         | US World | Албум                           |                    |
| Као главни уметник            | Као главни уметник | Као главни уметник          | Као главни уметник | Као главни уметник              | Као главни уметник |
| ----------------------------- | ------------------ | --------------------------- | --- | ------------------------------- | ------------------ |
| "Sorry"                       | 2017               | —                           | 14 | Sorry                           |                    |
| "Like We Used To" (좋았는데)  | 2017               | —                           | — | Like We Used To                 |                    |
| "Baby"                        | 2018               | —                           | 14 | Void                            |                    |
| "She's in the Rain"           | 2018               | —                           | 13 | Dawn                            |                    |
| "Red"                         | 2019               | —                           | 7 | Red                             |                    |
| "Black Rose"                  | 2020               | —                           | data-sort-value="" style="background: #ececec; color: #2C2C2C; vertical-align: middle; text-align: center; " class="table-na" \| Non-album single |                                 |                    |
| Појављивања звучних записа    |                    |                             | |                                 |                    |
| "With You" (너와)             | 2018               | —                           | — | Tofu Personified OST Part 3     |                    |
| "Strangers" (타인은 지옥이다) | 2019               | —                           | — | Hell Is Other People OST Part 1 |                    |

## Турнеје и концерти

#### Главни концерти у Сеулу
- The Black Rose Day (2017)[9]
- The Rose Day: Long Drive (2018)[44]
- Home Coming (2018)[45]

#### Главне турнеје
- Paint it Rose Tour in Europe (2018)[46]
- Paint it Rose Tour in USA (2018)[47]
- Paint it Rose Tour in Mexico/South America (2018)[47]
- Paint it Rose Tour in Europe/Australia: 2nd Coloring (2018)[48]
- We Rose You Live Tour (2019)[49]

## Филмографија
| Година | Назив       | Мрежа      | Напомена(е)                                  | Реф.   |
| ------ | ----------- | ---------- | -------------------------------------------- | ------ |
| 2018   | The Rose TV | Mnet Smart | Ријалити шоу заснован на The Rose, 4 епизоде | [ 50 ] |

## Видеографија

### Музички спотови
| Година | Назив | Директори                    |
| ------ | --- | ---------------------------- |
| 2017   | style="background: #ececec; color: #2C2C2C; font-size: smaller; vertical-align: middle; text-align: center; " class="unknown table-unknown"\|Непознато             |                              |
| 2017   | "Like We Used To" (좋았는데) | Son Dong-rak & Song Jung-kyu |
| 2018   | rowspan="2" style="background: #ececec; color: #2C2C2C; font-size: smaller; vertical-align: middle; text-align: center; " class="unknown table-unknown"\|Непознато |                              |
| 2018   | "She's in The Rain" |                              |
| 2019   | "Red" | STONE                        |
| 2020   | style="background: #ececec; color: #2C2C2C; font-size: smaller; vertical-align: middle; text-align: center; " class="unknown table-unknown"\|Непознато             |                              |

## Награде и номинације
| Година | Прималац | Награда                      | Категорија | Резултат |
| ------ | -------- | ---------------------------- | --- | -------- |
| 2018   | The Rose | International K-Music Awards | Најперспективнији уметник\|style="background: #99FF99; color: black; vertical-align: middle; text-align: center; " class="yes table-yes2"\|Освојено |          |